# Liste des aéroports à Bahreïn
Cette liste recense les aéroports à Bahreïn, classés par lieu.

## Carte
| Manama Shaikh Isa Sakhir Riffa |

## Aéroports
| Ville                | ICAO | AITA | Nom de l'aéroport                 | Coordonnées                        |
| Aéroports civils     |      |      |                                   |                                    |
| Muharraq             | OBBI | BAH  | Aéroport international de Bahreïn | 26° 16′ 15″ N, 50° 38′ 01″ E       |
| Aéroports militaires |      |      |                                   |                                    |
| Qurayn Al Dhirban    | OBBS |      | Aéroport militaire Isa            | 25° 55′ 06″ N, 50° 35′ 26″ E       |
| Awali (en)           | OBKH |      | Aéroport militaire Sakhir (en)    | 26° 02′ 02,2″ N, 50° 31′ 28,7″ E   |
| Riffa                |      |      | Aéroport militaire de Riffa       | 26° 06′ 31,32″ N, 50° 34′ 42,26″ E |